# チュニスメトロ

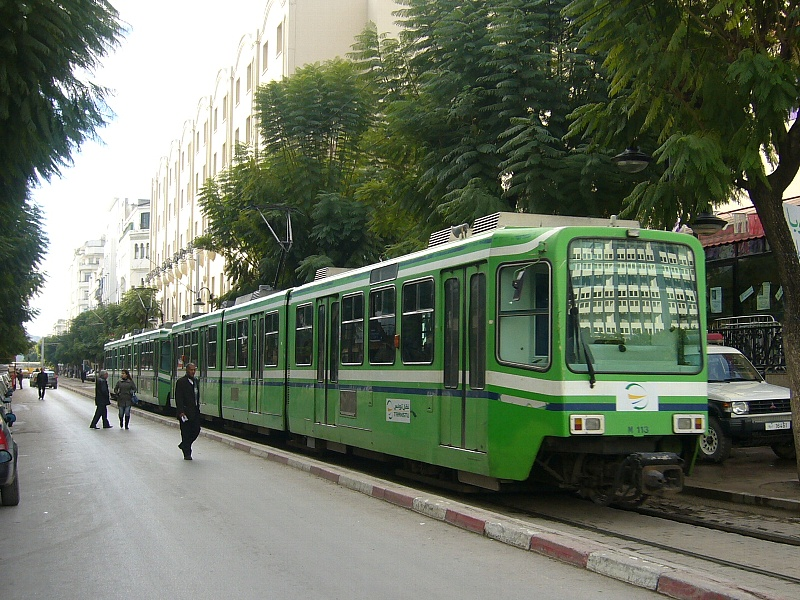
チュニスメトロ

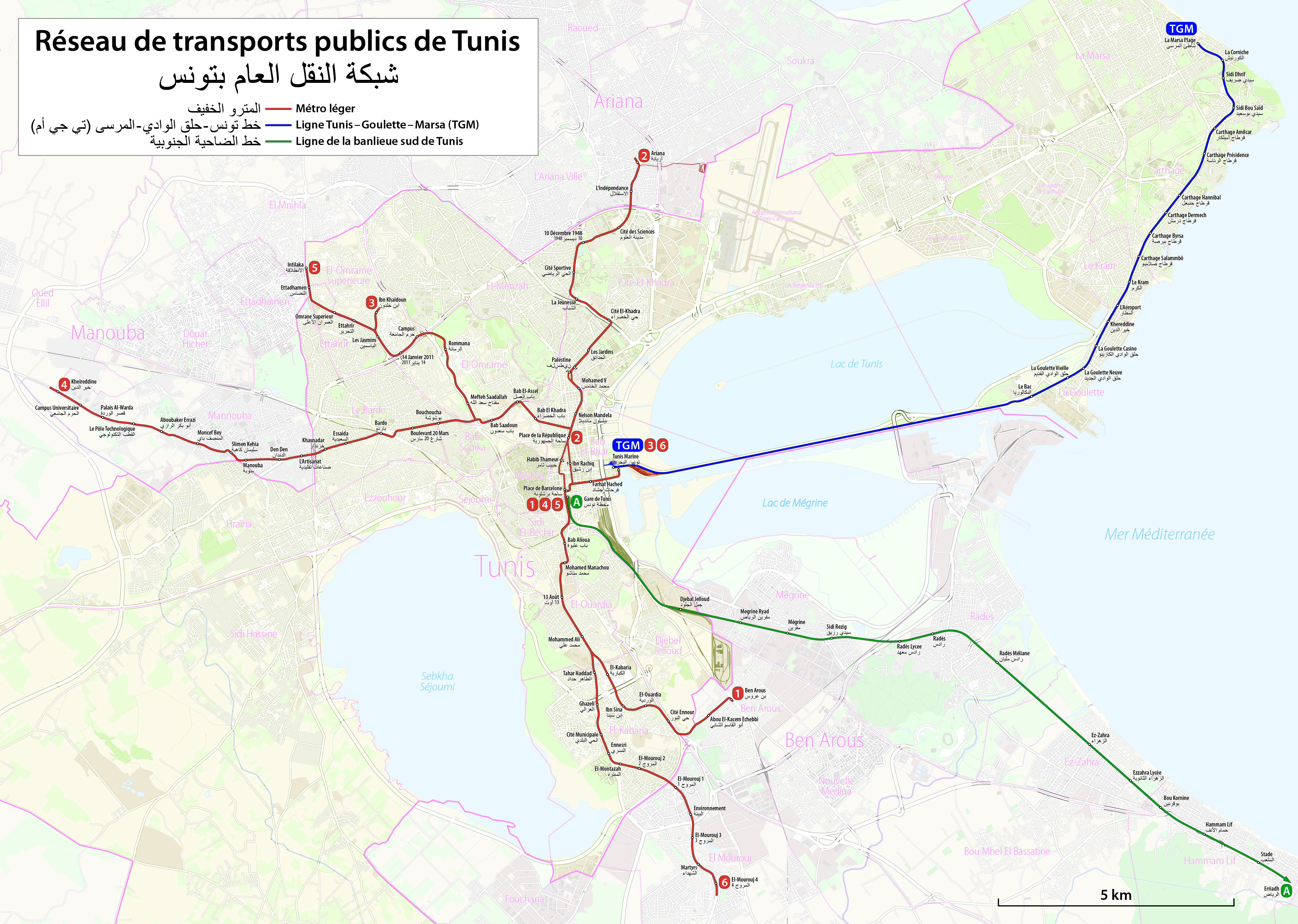
路線図（2019年）

チュニスメトロ（Tunis Métro）は、チュニジアの首都チュニス市内を走るライトレールである。開業は1985年。

## 路線
現在は、以下の6路線が運行されている。
- 1号線 (Ligne 1) : Tunis Marine - Ben Arous
- 2号線 (Ligne 2) : Place de Barcelone - Ariana
- 3号線 (Ligne 3) : Place de Barcelone - Ibn Khaldoun
- 4号線 (Ligne 4) : Tunis Marine - Kheireddine
- 5号線 (Ligne 5) : Place de Barcelone - Intilaka
- 6号線 (Ligne 6) : Place de Barcelone - El Mourouj 4

この他、1号線と2号線、もしくは1号線と4号線の両区間を走る以下の路線も運行されている。
- 12号線 (Ligne 12) : 10 décembre - El Ouardia 6
- 14号線 (Ligne 14) : Den Den - El Ouardia 6

Place de Barcelone駅でチュニジア国内の各都市へ向かう鉄道駅に、Tunis Marine駅で、カルタゴやシディ・ブ・サイドなどへ向かうTGMに乗換えが可能である。

## 歴史
チュニスにはかつて路面電車があったが、これは廃止されており、新たな公共交通機関が求められていた。これにより1981年からチュニスメトロの建設が開始され、1985年より営業を開始した。2号線は1989年、3号線と4号線は1990年の営業開始である。